# فیل رز
فیل رُز (انگلیسی: Phil Rose؛ زادهٔ ۲ مهٔ ۱۹۵۲) بازیگر اهل بریتانیا است.
از فیلم‌ها یا مجموعه‌های تلویزیونی که وی در آن‌ها نقش داشته‌است، می‌توان به ایست‌اندرز و رابین از شروود اشاره نمود.